# Mine de Gibraltar
 (mars 2025).
La mine de Gibraltar est une mine à ciel ouvert de cuivre et de molybdène située en Colombie-Britannique au Canada. Sa production a démarré en 1972. La mine a été a l'arrêt entre 1998 et 2004 car le prix du cuivre était tombé trop bas pour que l'exploitation soit rentable. Elle appartient à 75 % à Taseko Mines et à 25 % à Cariboo Copper.